# Saint-Ouen-Marchefroy
Saint-Ouen-Marchefroy ist eine französische Gemeinde mit 293 Einwohnern (Stand: 1. Januar 2022) im Département Eure-et-Loir in der Region Centre-Val de Loire; sie gehört zum Arrondissement Dreux und zum Kanton Anet. 

## Geographie
Saint-Ouen-Marchefroy liegt etwa 44 Kilometer nördlich von Chartres und etwa 59 Kilometer westlich von Paris. Umgeben wird Saint-Ouen-Marchefroy von den Nachbargemeinden Le Mesnil-Simon im Norden, Tilly im Nordosten, Berchères-sur-Vesgre im Osten und Südosten, Rouvres im Süden und Südwesten sowie Oulins im Westen.

## Bevölkerungsentwicklung
| Jahr                       | 1962 | 1968 | 1975 | 1982 | 1990 | 1999 | 2006 | 2013 |
| -------------------------- | ---- | ---- | ---- | ---- | ---- | ---- | ---- | ---- |
| Einwohner                  | 210  | 198  | 191  | 193  | 311  | 294  | 327  | 302  |
| Quellen: Cassini und INSEE |      |      |      |      |      |      |      |      |

## Sehenswürdigkeiten
- Kirche Saint-Ouen, seit 1971 Monument historique
- Turm von L'Ascanne, seit 1976 Monument historique

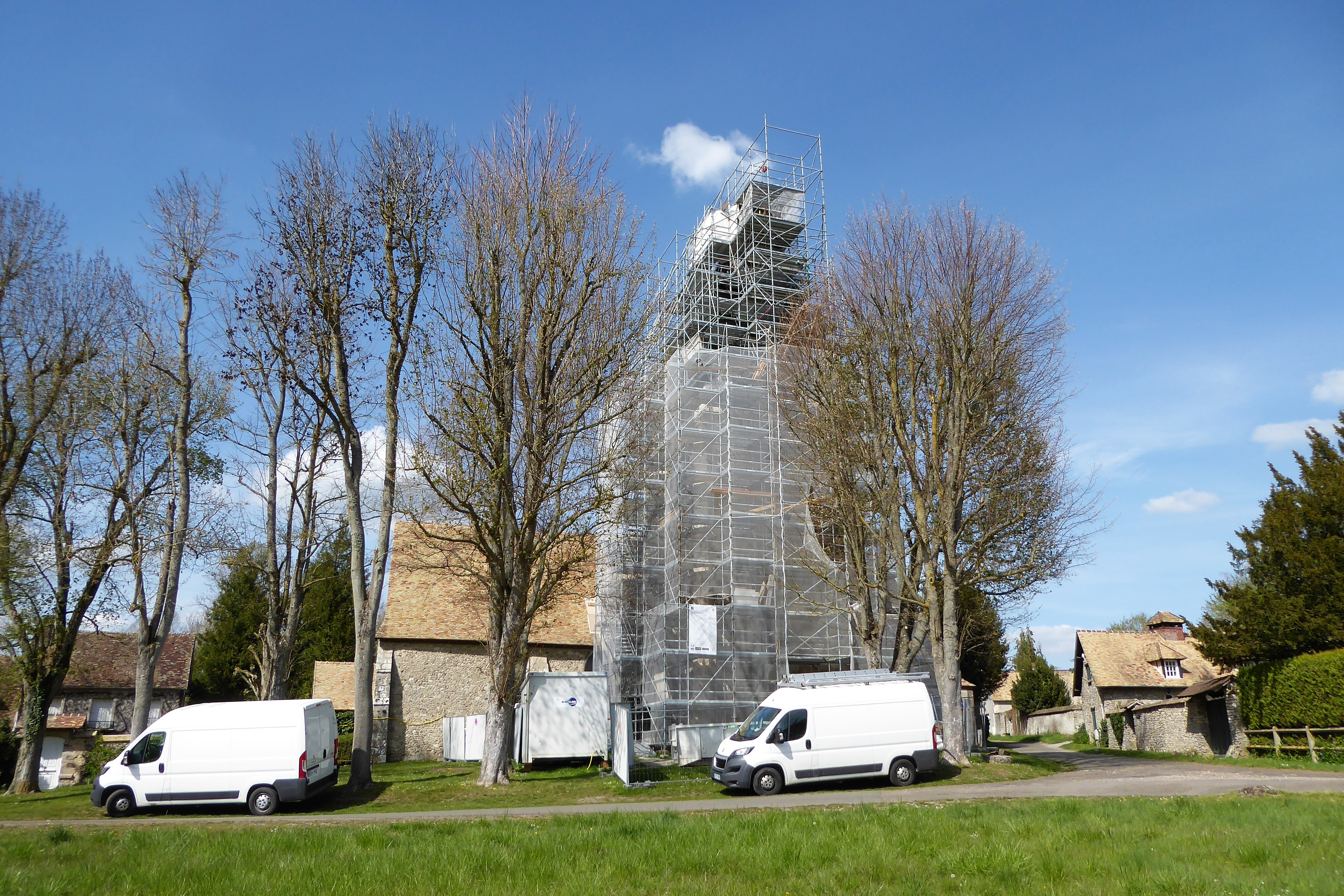
Kirche Saint-Ouen während der Restauration 2019

## Trivia
Jane Fonda und Roger Vadim heirateten 1964 in Marchefroy.